# Стела Меша
Стела царя Ме́ша (известная в XIX веке как «Моавитский камень») — чёрный базальтовый артефакт с надписью середины IX века до н. э. от имени моавского царя Меша (библейский Меса, 4 Цар. 3:4) в память о его победах и восстании против северного Израильского царства, которое он совершил после смерти Ахава. Содержание надписи составляет благодарственное обращение царя Меши к моавитскому богу Кемошу, который ему помог в борьбе с врагами и с помощью которого Меша расширил и укрепил свое государство. В благодарность за это он, Меша, построил ему «это святилище», то есть, вероятно, то, в котором был воздвигнут камень. Вместе с тем, царь пользуется случаем и перечисляет все, что он сделал для своего народа на войнах и в мирное время. Среди своих врагов Меша называет израильского царя Омри, который притеснял моабитов долгое время, «ибо Кемош гневался на свою страну».
Это самая подробная известная надпись, повествующая о северном Израильском царстве.
Обнаружена эльзасским священником Ф. А. Клайном в августе 1868 года в Дибане (библейский Дивон, столица Моава) на территории современной Иордании. Через год после этого местные арабы, услышавшие, что стелу увезут, разбили её на множество фрагментов. Однако Клермон-Ганно до этого сделал со стелы бумажный слепок (папье-маше), что позволило позже собрать и восстановить значительную часть артефакта. Размер стелы: высота — 124 см, ширина — 71 см. Верхние углы скруглены. Имеет небольшое сужение к верху. Ныне находится в Лувре.
Надпись на моавитском языке, по-видимому, имела более 35 строк, из которых первые 30 прекрасно сохранились, следующие за ними строки представляют лишь обрывки фраз, и по меньшей мере две заключительные строки полностью утрачены. Надпись выполнена одной из форм финикийского алфавита, однако имеет свои особенности. Буква хет, часто встречающаяся в стеле, отличается по форме от традиционного начертания. 

## Анализ языка надписи
Текст надписи даёт обширный материал по орфографии и грамматике моавитского языка IX века до н. э. Особенности данного языка в сравнении с древнееврейским носят характер диалекта, в отличие, скажем, от финикийского или староарамейского. Книга Бытия (31:47) даёт основания предполагать, что уже во времена Иакова между языком патриарха, выросшего в Ханаане, и его родственника Лавана, выросшего в арамейской среде, было заметное отличие. Ведь оба назвали памятный холм одинаково, только один — на древнееврейском языке, а другой — на староарамейском. По версии Библии (Быт. 19:37), моавитяне были потомками Моава, сына старшей дочери Лота, который пришёл в Ханаан вместе с Авраамом. Очевидно, что языки потомков по линии Иакова и Моава сформировались под влиянием окружающих народов Ханаана. К тому же, оба народа проживали рядом и имели постоянное общение.
Слова надписи не содержат «матери чтения» в середине слова. Например, местоимение 3 л. ед. ч. муж. и жен. рода записывается הא‬, и читается через у или и в зависимости от контекста, то есть от грамматического рода того существительного, к которому относится данное местоимение. Также слово אש‬ — человек — не содержит йод в середине. Стяжение дифтонга ай в э уже произошло. Ср. слова אן‬ и בת‬ с אין‬ и בית‬ в остраконах Лахиша. Тем не менее, слово «в доме его» в строке 7 записывается בבתה‬, а в строке 25 — בביתה‬. Гласные на конце слов передаются буквой хэ, реже — алеф. Буква йод в финальной позиции, скорее всего, передавала согласный й.
В моавитском языке существительные жен. рода оканчиваются на тав, подобно финикийскому языку, что отличается от древнееврейского и арамейского, где тав остался лишь в сопряжённой форме жен. р., тогда как в абсолютной форме слова обычно используется буква хэ. Это ясно иллюстрируется выражением הבמת. זאת‬ — «высоту эту» в строке 3, так как указательное местоимение זאת‬ может применяться лишь к существительным жен. р. ед. ч., а сопряжённая форма, как правило, не ставится перед указательным местоимением. Мн. ч. существительных жен. рода было идентично с древнееврейским и арамейским и записывалось также буквой тав. См. строку 16, где жительницы города Нево называются גברת‬, пришелицы — גרת‬, а рабыни — רחמת‬. Двойственное число жен. рода находим в строке 20, где говорится о двух сотнях: מאתן‬.
Показателем множественного и двойственного числа муж. рода у существительных в абсолютной форме является буква нун на конце слова, что характерно для арамейского языка. Суффикс двойственного числа, который в Иудее ещё читался -айм, у моавитян уже произносился -эн (стяжение ай в э) и не содержал букву йод. Поэтому на письме формы двойств. (-эн) и мн. (-ин) числа совпали. См., напр., строку 5: ימן. רבן‬ — «дни многие». Финикийский и древнееврейский языки передают окончание мн. ч. с помощью буквы мем. Сопряжённая форма мн. ч. муж. рода произносилась у моавитян, по-видимому, эй. См.  וחצי. ימי. בנה‬ — «и половину дней сына его» в строке 8 и לפני. כמש‬ — «пред лицом Кемоша» в строках 13 и 18. Такая форма полностью соответствует древнееврейскому и арамейскому языкам.
Местоимение 1 л. ед. ч. — אנך‬ — аналогично финикийским и староарамейским надписям. Оно, по-видимому, не произносилось как еврейское אָנֹכִי‬, потому что во всех остальных случаях буква י‬ в качестве показателя 1 лица ед. ч. записывается на конце слова. В финикийском и староарамейском языке данное местоимение читается, скорее всего, анак или анака. В древнем ханаанейском языке (Tell-el-Amarna 180 66. 69) — anuki. В староаккадском языке — anâku.
Местоимение 3 л. ед. ч. — הא‬ — совпадает с финикийской формой и отличается от арамейской. В древнееврейском языке в ту эпоху данное местоимение, скорее всего, записывалось так же, как в моавитском. Местоимение 3 л. мн. ч. муж. р. — הם‬ — также одинаково в моавитском и древнееврейском языках. См. строку 18.
Местоименный суффикс 1 л. ед. и мн. ч. при глаголах и существительных записывается буквой йод. При этом отличие между ед. и мн. числом на письме не отражается, как и в древнееврейском. Местоименный суффикс 3 л. муж. и жен. рода передаётся буквой хэ, подобно как в древнейших еврейских надписях. Ср. строку 5, где сказано וארא. בה. ובבתה‬ — «и посмотрел я (Меша) на него и на дом его». Для муж. р. произношение суффикса восстанавливается до ahu, которое позже переходит в aw, откуда в иврите этот суффикс передаётся через букву вав, и ещё позже со стяжением дифтонга aw -> о получаем масоретскую огласовку суффикса через וֹ‬. Форма данного суффикса — ehu — не претерпела такого фонетического изменения. Суффикс жен. р. вовсе не изменялся в написании, и всегда передаётся буквой хэ.
С существительными в мн. ч. перед суффиксом 3 л. ед. ч. буква йод обычно не ставится. Слово ימה‬ в строке 8 переводится «дни его», а בנה‬, возможно, — «сыны его». רשה‬ в строке 20 обозначает «начальники их», а מגדלתה‬ в строке 22 — «башни его» — показывает мн. ч. жен. р. с суффиксом. Однако в той же строке 22 встречаем שעריה‬ — «ворота его», единственное место, где перед суффиксом 3 л. ед. ч (его, её) после существительного во мн. ч. имеется буква йод.
Перфект и имперфект глагола, судя по тексту надписи, очень похожи и выполняют аналогичные функции.
Повелительное наклонение в мн. ч. муж. р. имеет букву вав на конце подобно арамейскому и древнееврейскому языкам. См. строку 24.
В моавитском языке, как и в древнееврейском, используется имперфект с вав перевёртывающим, чтобы передать повествование о прошлом. Напр.: строка 3 содержит форму ואעש‬ — «сделал я…», где о деяниях царя повествуется глаголом в форме перевёрнутого имперфекта. К тому же глагол стоит в усечённой форме. Аналогичную конструкцию можно найти во Второзаконии (10:3).
Подобно древнееврейскому языку, моавитский язык передаёт усиленное значение глагола сочетанием обычного глагола с абсолютным инфинитивом. В строке 7 царь хвалится, что «Израиль гибелью погиб вовек» — וישראל. אבד. אבד. עלם‬. Подобную форму усиления находим в книге Бытия (2:17) «ибо в день, в который ты вкусишь от него, смертью умрешь».
Многие корни и формы слов идентичны в моавитском и древрееврейском языках: לפני‬ — пред лицом (кого-л.), הרג‬ — убить, בקרב‬ — внутри, עשתי‬ — я сделал, זאת‬ — эта, אשר‬ — который.

## Транскрипция и перевод
Приведённая таблица содержит текст стелы в транслитерации квадратным еврейским письмом, латиницей, а также дословный (насколько возможно) перевод текста на русский язык. Нумерация слева указывает на соответствующую строку оригинала. Конец слова, как и в артефакте, отмечается точкой, конец предложения — вертикальной чертой. Фрагменты текста, которые не сохранились или были повреждены, приводятся по конъектуре и даются курсивом (в первой колонке) или в [квадратных скобках] (в последующих).
| № строки | Текст стелы в транслитерации квадратным еврейским письмом           | Текст стелы в латинской транслитерации                               | Русский перевод текста                                                                                        |
| -------- | ------------------------------------------------------------------- | -------------------------------------------------------------------- | --- |
| 1        | אנך. משע. בן. כמשכן. מלך. מאב. הד‬                                   | ʔnk. mšʕ. bn. kmš[kn]. mlk. mʔb. hd                                  | Я — Меша, сын Кемош[хана], царь Моава, дай-                                                                   |
| 2        | יבני \| אבי. מלך. על. מאב. שלשן. שת. ואנך. מלך‬                      | ybny \| ʔby. mlk. ʕl. mʔb. šlšn. št. wʔnk. mlk                       | вонитянин. Отец мой царствовал над Моавом тридцать лет, и я воцарил-                                          |
| 3        | תי. אחר. אבי \| ואעש. הבמת. זאת. לכמש. בקרחה \| במת. י ‬             | ty. ʔḥr. ʔby \| wʔʕś. hbmt. zʔt. lkmš. bqrḥh \| bm[t.y]              | ся после отца моего. Сделал я высоту эту для Кемоша в Кархо. Вы[сота спа-]                                    |
| 4        | שע. כי. השעני. מכל. המלכן. וכי. הראני. בכל. שנאי \| עמר‬             | šʕ. ky. hšʕny. mkl. hmlkn. wky. hrʔny. bkl. śnʔy \| ʕmr              | сения, потому что он спас меня от всех царей, и потому что он дал мне смотреть на всех ненавидящих меня. Омр- |
| 5        | י. מלך. ישראל. ויענו. את. מאב. ימן. רבן. כי. יאנף. כמש. באר‬         | y. mlk. yśrʔl. wyʕnw. ʔt. mʔb. ymn. rbn. ky. yʔnp. kmš. bʔr          | и правил Израилем, притеснял Моав дни многие, ибо прогневался Кемош на стра-                                  |
| 6        | צה \| ויחלפה. בנה. ויאמר. גמ. הא. אענו. את. מאב \| בימי. אמר. כדבר ‬ | ṣh \| wyḥlph. bnh. wyʔmr. gm. hʔ. ʔʕnw. ʔt. mʔb \| bymy. ʔmr. k[dbr] | ну свою. Сменил его сын его, сказал также и он: «Буду притеснять Моав». Во дни мои сказал т[ак]               |
| 7        | וארא. בה. ובבתה \| וישראל. אבד. אבד. עלם. וירש. עמרי. את. אר ‬       | wʔrʔ. bh. wbbth \| wyśrʔl. ʔbd. ʔbd. ʕlm. wyrš. ʕmry. ʔt. [ʔr]       | (В презрении) взглянул я на него и на дом его. И Израиль гибелью погиб (во)век, захватил Омри [зем-]          |
| 8        | ץ. מהדבא \|וישב. בה. ימה. וחצי. ימי. בנה. ארבען. שת. ויש ‬           | ṣ. mhdbʔ \| wyšb. bh. ymh. wḥṣy. ymy. bnh. ʔrbʕn. w[yš]              | лю Мэхэдва. Жил он в ней дни свои и половину дней сына своего — сорок лет, но [вер-]                          |
| 9        | בה. כמש. בימי \|ואבן. את. בעלמען. ואעש. בה. האשוח. ואבן ‬            | bh. kmš. bymy \| wʔbn. ʔt. bʕlmʕn. wʔʕś. bh. hʔšwḥ. wʔ[bn]           | нул её Кемош во дни мои. Отстроил я Баал-Меон, сделал я в нём водоём, от[строил я]                            |
| 10       | את. קריתן \| ואש. גד. ישב. בארץ. עטרת. מעלם. ויבן. לה. מלך. י‬       | ʔt. qrytn \| wʔš. gd. yšb. bʔrṣ. ʕṭrt. mʕlm. wybn. lh. mlk. y        | Кирьятэн. И люди Гада жили в земле Атарот издревле, построил себе царь Из-                                    |
| 11       | שראל. את. עטרת \| ואלתחם. בקר. ואחזה \| ואהרג. את. כל. העם. מ ‬      | śrʔl. ʔt. ʕṭrt \| wʔltḥm. bqr. wʔḥzh \| wʔhrg. ʔt. kl. hʕm. [m]      | раиля Атарот. Воевал я против города и взял его. Убил я весь народ [из]                                       |
| 12       | הקר. רית. לכמש. ולמאב \| ואשב. משם. את. אראל. דודה. ואס ‬            | hqr. ryt. lkmš. wlmʔb \| wʔšb. mšm. ʔt. ʔrʔl. dwdh. wʔ[s]            | города в жертвоприношение для Кемоша и для Моава. Вернул я оттуда жертвенник Даудо и про[та-]                 |
| 13       | חבה. לפני. כמש. בקרית \| ואשב. בה. את. אש. שרן. ואת. אש.‬            | ḥbh. lpny. kmš. bqryt \| wʔšb. bh. ʔt. ʔš. šrn. wʔt. ʔ[š]            | щил его пред лицом Кемоша в Керийоте. Поселил я в нём (в Атароте) людей (из) Шарона и лю[дей]                 |
| 14       | מחרת \| ויאמר. לי. כמש. לך. אחז. את. נבה. על. ישראל \| וא ‬          | mḥrt \| wyʔmr. ly. kmš. lk. ʔḥz. ʔt. nbh. ʕl. yśrʔl \| w[ʔ]          | (из) Махарат. Сказал мне Кемош: «Иди, возьми Нево у Израиля». П[о-]                                           |
| 15       | הלך. בללה. ואלתחם. בה. מבקע. השחרת. עד. הצהרם \| ואח‬                | hlk. bllh. wʔltḥm. bh. mbqʕ. hšḥrt. ʕd. hṣhrm \| wʔḥ                 | шёл я ночью и воевал против него от ранней зари до полудня. Зах-                                              |
| 16       | זה. ואהרג. כלה. שבעת. אלפן. גברן. וגרן \| וגברת. וגר‬                | zh. wʔhrg. klh. šbʕt. ʔlpn. gbrn. wgrn \| wgbrt. w[gr]               | ватил я его и убил всех: семь тысяч жителей и пришельцев. А также женщин и [прише-]                           |
| 17       | ת. ורחמת \| כי. לעשתר. כמש. החרמתה \| ואקח. משם. את. כ‬              | t. wrḥmt \| ky. lʕštr. kmš. hḥrmth \| wʔqḥ. mšm. ʔ[t. k]             | лиц, и рабынь. Ибо Аштар-Кемошу заклял я его (Нево). Взял оттуда [со-]                                        |
| 18       | לי. יהוה. ואסחב. הם. לפני. כמש \| ומלך. ישראל. בנה. את ‬             | ly yhwh. wʔsḥb. hm. lpny. kmš \| wmlk. yśrʔl. bnh. [ʔt]              | суды ЙХВХ и принёс их пред лице Кемоша. А царь Израиля построил                                               |
| 19       | יהץ. וישב. בה. בהלתחמה. בי \| ויגרשה. כמש. מפני \| ו‬                | yhṣ. wyšb. bh. bhltḥmh. by \| wygršh. kmš. mpn[y \| w]               | Йахац и жил в нём, пока воевал со мной. Изгнал его Кемош от лица [моего. Вз-]                                 |
| 20       | אקח. ממאב. מאתן. אש. כל. רשה \| ואשאה. ביהץ. ואחזה.‬                 | ʔqḥ. mmʔb. mʔtn. ʔš. kl. ršh \| wʔśʔh. byhṣ. wʔḥzh.                  | ял я из Моава две сотни мужей, всех начальников их. Повёл я их на Йахац и взял его,                           |
| 21       | לספת. על. דיבן \| אנך. בנתי. קרחה. חמת. היערן. וחמת‬                 | lspt.ʕl. dybn \| ʔnk. bnty. qrḥh. ḥmt. hyʕrn. wḥmt                   | чтобы прибавить к Дайвону. Я построил Кархо: стены рощ(?) и стены                                             |
| 22       | העפל \| ואנך. בנתי. שעריה. ואנך. בנתי. מגדלתה \| וא‬                 | hʕpl \| wʔnk. bnty. šʕryh. wʔnk. bnty. mgdlth. wʔ                    | крепости(?). И я построил ворота его, и я построил башни его. И                                               |
| 23       | נך. בנתי. בת. מלך. ואנך. עשתי. כלאי. האשוח. למין. בקרב‬              | nk. bnty. bt. mlk. wʔnk. ʕśty. klʔy. hʔš[wḥ. lm]yn. bqrb             | я построил дом царя. И я сделал оба водо[ёма для во]ды внутри                                                 |
| 24       | הקר \| ובר. אן. בקרב. הקר. בקרחה. ואמר. לכל. העם. עשו. ל ‬           | hqr \| wbr. ʔn. bqrb. hqr. bqrḥh. wʔmr. lkl. hʕm. ʕś[w. l]           | города. А ямы (для воды) не было внутри города в Кархо, и сказал я всему народу: «Сделай[те се-]              |
| 25       | כם. אש. בר. בביתה \| ואנך. כרתי. המכרתת. לקרחה. באסר‬                | km. ʔš. br. bbyth \| wʔnk. krty. hmkrtt. lqrḥh. bʔsr                 | бе каждый яму в доме своём». И я вырубил водоёмы для Кархо (с помощью) пленни-                                |
| 26       | י. ישראל \| אנך. בנתי. ערער. ואנך. עשתי. המסלת. בארנן. ‬             | [y.] yśrʔl \| ʔnk. bnty. ʕrʕr. wʔnk. ʕśty. hmslt. bʔrn[n.]           | [ков] (из) Израиля. Я построил Ароер и я сделал дороги в Арно[не.]                                            |
| 27       | אנך. בנתי. בת. במת. כי. הרס. הא \| אנך. בנתי. בצר. כי. עינ‬          | ʔnk. bnty. bt. bmt. ky. hrs. hʔ \| ʔnk. bnty. bṣr. ky. ʕyn           | Я отстроил Бет-Бамот, потому что разрушен он (был). Я отстроил Бецер, потому что руинами                      |
| 28       | מאש. דיבן. חמשן. כי. כל. דיבן. משמעת \| ואנך. מלכ ‬                  | […mʔ]š. dybn. ḥmšn. ky. kl. dybn. mšmʕt \| wʔnk. ml[k]               | [он стал. Из лю]дей Дайвона — пятьдесят, потому что весь Дайвон — подданные. И я цар[ст-]                     |
| 29       | תי. על. מאת. בקרן. אשר. יספתי. על. הארץ \| ואנך. בנת‬                | t[y. ʕl.] mʔt. bqrn. ʔšr. yspty. ʕl. hʔrṣ \| wʔnk. bnt               | во[вал я над] сотнями в городах, которые прибавил к стране (своей). И я постро-                               |
| 30       | י. בת. מהדבא. ובת. דבלתן \| ובת. בעלמען. ואשא. שם. את. נקד ‬         | y. [bt. mh]d[b]ʔ. wbt. dbltn. wbt. bʕlmʕn. wʔśʔ. šm. ʔt. [nqd]       | ил [Бет-Мэхэ]д[в]а и Бет-Дивлатен \| И Бет-Баал-Меон, я привёл туда [овцеводов]                               |
| 31       | צאן. הארץ \| וחורנן. ישב. בה. בת. דוד‬                               | […] ṣʔn. hʔrṣ \| wḥwrnn. yšb. bh. b[t. dw]d                          | […] овцы (этой) земли. А Хауронэн, жил в нём до[м Дави]да                                                     |
| 32       | ויאמר. לי. כמש. רד. הלתחם. בחורנן \| וארד. ואל ‬                     | […w]yʔmr. ly. kmš. rd. hltḥm. bḥwrnn \| wʔ[rd. wʔl]                  | […] сказал мне Кемош: "Сойди, воюй с Хауронэном. Я со[шёл и вое-]                                             |
| 33       | תחם. בקר. ואחזה \| וישבה. כמש. בימי. ועלתי. משם. עשר ‬               | [tḥm. bqr. wʔḥzh \| wyš]bh. kmš. bymy. wʕl[ty]. mšm. ʕś[r]           | [вал с городом и взял его. Вер]нул его Кемош в дни мои, и выне[с я] оттуда деся[ть]                           |
| 34       | … שת. שדק \| ואנ ‬                                                   | [ … š]t. šdq \| wʔ[n … ]                                             | [ … ]. И я [ … ]                                                                                              |

## Комментарии
Имя משע‬ переводится «спасение, избавление», восходит к прасемитскому корню *wšʕ — 'спасать', который в древнееврейском языке встречается уже в форме ישע‬. В 4 Цар. 3:4 имя царя записано מֵישַׁע‬ через призму древнееврейского языка и произношения Масоретов (VII—X вв. н. э.) Однако в Септуагинте (III в. до н. э.) его имя передано Μωσά. В церковнославянском переводе Библии авторы перевода следуют традиции Септуагинты. В Синодальном переводе имя было частично исправлено по произношению масоретского текста.
Следующий спорный момент — имя отца данного царя. Первая половина имени — Кемош… — сохранилась, но вторая утеряна. Вариант כמשמלך‬ маловероятен, потому что в лакуне недостаточно места для трёх букв. Клермон-Ганно восстанавливает имя כמשגד‬. После нового исследования камня Лидзбарски (Lidzbarski) предлагает כמשכן‬. По мнению Лемера (Lemaire) это имя — כמשית‬.
Слово הדיבני‬ и название города דיבן‬ вряд ли произносилось моавитянами так, как это огласовано у Масоретов: דִּיבֹן‬, ведь по правилам орфографии того времени гласные в середине слова не записывались. Более вероятным выглядит произношение, сохранившееся в Септуагинте: Δαιβών. Ср. также название города חורנן‬ в строке 31, который у Масоретов огласовывается חֹרֹנַיִם‬, а в Септуагинте — Ωρωναιμ, но у Моавитян во времена Меша произносилось Хауронэ(а)н, то есть буква вав передавала согласный звук, близкий к английскому w, и лишь позже происходит стяжение дифтонга aw в гласный о. С этим же дифтонгом читалось имя собственное דודה‬: Даудо в строке 12, ср. Суд. 10:1.
Выражение שלשן שת‬ соответствует еврейскому שלשים שנה‬. В финикийском и староарамейском языках слово год записывается שת‬ или שנת‬. Буква нун перед тав ассимилируется с заместительным удвоением последней, что характерно, впрочем, для многих семитских языков. См. также строку 8.
Меша связывает данную надпись с высотой — הבמת. זאת‬ — (скорее алтарём или святилищем), посвящённой национальному богу Моава Кемошу (библ. Хамос) — לכמש‬, и расположенной в Кархо — בקרחה‬. Тем не менее, данный артефакт был обнаружен в Дивоне. Нордландер (Nordlander) предполагает, что Кархо мог быть городом в земле Дивон. Моавитяне могли рассматривать Дивон именно как целую местность или область, хотя в Ветхом завете под данным названием понимается город. Сэйс (Sayce) сообщает, что קרחה‬ может быть город Карху, который упоминается в карнакском списке завоеваний Рамзеса II. Точно не известно, как читалось название места, может быть Корхо קָרְחֹה‬ или Кэрэхо קְרֶחֹה‬. Последний вариант напоминает огласовку города Иерихон, יְרֶחוֹ‬ — Йэрэхо. Ср. также Шило — שִׁילֹה‬, Гило — גִּלֹה‬ — и, возможно, Даудо — דודה‬.
Конец данной строки сильно пострадал и порождает множество гипотез по восстановлению имеющихся букв ב. שע‬. Лидзбарски находит в надписи следы букв נ‬ и ס‬, восстанавливая фразу в בנסך. ישע‬ — «в возливание спасения», ср. 2 Пар. 29:35. Однако это маловероятно, потому что места в лакуне для такого количества букв явно недостаточно. Лагранж (Lagrange) предлагает בנס ישע‬, ср. Исх. 17:15. Smend u. Socin считают, что там было написано במשע משע‬ — «ради избавления Меши», но и этот вариант едва ли может вместиться в имеющуюся лакуну. Драйвер тоже после буквы бет различает букву мем, но текст предлагает более реалистичный: במת ישע‬ — «высота спасения». Автор настоящей статьи предполагает, что изначально в лакуне стояло במת משע‬, которое вводит «игру слов». Такое выражение может переводиться «высота избавления» или «высота (царя) Меша». Эта стела может быть связана с событиями, описанными в 4 Цар. 3-й главе. Тогда царь Меша, видя, что одолевают его враги, вознёс своего сына во всесожжение (4 Цар. 3:27).
Выражение וכי. הראני. בכל. שנאי‬ переводится «и потому что дал он мне смотреть на всех ненавидящих меня». Hiphil от глагола רָאָה‬ — «смотреть» — в сочетании с предлогом ב‬ приобретает значение «дать смотреть с торжеством или наслаждением на кого-либо», обычно на поверженного врага. Ср. Пс. 59:11, 118:7. Слово שנאי‬ можно найти в тексте Десяти заповедей (Исх. 20:5 и Втор. 5:9).
Не до конца ясно, что значит מלך. ישראל‬ в данной строке. Если первое слово — существительное, то есть «Омри (был) царь Израиля», то требуется вставить глагол «быть» в перфекте. Если же это — глагол, то после него обычно должен стоять предлог על‬ — «Омри правил (над) Израилем», как в строке 2.
Глагол ויענו‬ — «притеснял» — представляет собой не форму мн. ч., а форму ед. ч. м. р. При этом финальный вав является не аффиксом, а последней корневой буквой глагола ענו‬ с третьим слабым консонатом — (ל׳׳ו‬, др.-евр. ל׳׳ה‬). Это подтверждается в строке 6, где тот же глагол имеет алеф в начале, безошибочно указывая, что мы имеем дело с формой 1 л. ед. ч.: אענו‬.
Ещё один момент вызывает неясность. Во фразе כי. יאנף. כמש‬ глагол אנף‬ — «гневаться» — стоит в имперфекте, что некоторыми учёными объясняется, как выражение продолженного действия в прошлом.
В конце строки неясно, что написано после слова אמר‬. Лидзбарски различает там букву мем. По другой версии в конце строки написано ככה‬ или כדבר‬ — «так».
Судя по контексту и букве цади в начале следующей строки, данная строка должна заканчиваться буквами אר‬, составляя слово «земля».
מהדבא‬ есть название местности в Моаве. В масоретском тексте название данного места (города) записывается так: מֵידְבָא‬. В Септуагинте этот город называется Μαιδαβα, а также Μεδαβα и Μαιθαβα в других греческих источниках. Теодор Нёльдеке восстанавливает моавитское произношение מְהֵדְבָא‬ — Мэхэдва.
По контексту слово ימה‬ должно быть во множественном числе. Кук (Cooke) его огласовывает יָמֵהֻ‬ происходящее в результате стяжения дифтонга из יָמָיהֻ‬ — yamayh(u) — и соответствующее древнееврейской форме יָמָיו‬ — «дни его», где йод ассимилируется с последующим вав. См. раздел «Анализ языка надписи» выше.
Буквы בה‬ следует соединить с ויש‬, что вместе составляет глагол וישבה‬ — «вернул её» (Мэхэдву).
Потом повествуется о Баал-Меоне, который существовал задолго до царя Меша, поэтому слово ואבן‬ правильнее будет перевести «я отстроил».
Слово אשוח‬ не встречается в Ветхом завете. Его выводят из корня שׁוּחַ‬ «тонуть, опускаться», придавая слову значение «яма, водоём». Вторично данное слово встречается в строке 23, где контекст подтверждает такой вывод.
Город קריתן‬ соответствует еврейской форме קִרְיָתַיִם‬. О нём говорится в Быт. 14:5; Иер. 48:1 и др. Окончание айим характерно для целого ряда топонимов в древнееврейском языке. В моавитском данное окончание произносилось ан или эн. Моав. דבלתן‬ из строки 30 соответствуют др.-евр. דִבְלָתַיִם‬ (Иер. 48:22), моав. חורנן‬ из строки 32 соответствует др.-евр. חֹרֹנַיִם‬ (Иер. 48:22). Данные слова вряд ли имеют значение двойственного числа, хотя в Быт. 32 топоним Маханаим ассоциируется с двумя лагерями. Ср. арамейский топоним שֹׁמְרַיִן‬ (Езд. 4:7, 10) = שָׁמְרָן‬ соответствует др.-евр. שֹׁמְרוֹן‬, также דֹּתָן‬ из 4 Цар. 6:13 и קַרְתָּן‬ из Нав. 21:32. Барт (Barth) называет это «окончанием места». Неясно, как окончание ан могло превратиться в айм/айн. Обратный переход также не характерен. Ср. также Иерусалим: ивр. יְרוּשָׁלַיִם‬, однако Септуагинта называет его Ιερουσαλημ, арамеи — יְרוּשְׁלֵם‬ (Дан. 5:2, 3; 6:11; Езд. 4:3, 12), в аккадских источниках (до исхода евреев из Египта) город называется Урушалим.
В моавитском, финикийском и древнееврейском языках слово אש‬ (евр. אִישׁ‬) обычно имеет базовое значение «человек, мужчина». Происходит это слово от корня אנש‬ путём ассимиляции буквы нун с последующей шин, которая претерпевает заместительное удвоение. В еврейском אִישׁ‬ данное удвоение сохранилось лишь в форме женского рода: אִשָּׁה‬ — ишша — «женщина, жена». Ср. аккадское aššatu — «жена, супруга». Примечательно, что в арамейском языке слово «человек» сохранилось в исходном виде: אֱנָשׁ‬. Форма мн. ч. от еврейского אִישׁ‬ традиционно образуется אֲנָשִׁים‬, что подтверждает происхождение корня. Лишь 3 раза встречаем форму אִישִׁים‬, которая характерна, впрочем, для финикийских надписей — אשם‬. Хотя в стеле Меша несколько раз встречается אש‬ (строки 10, 13 (2 раза), 20, 25), и в большинстве случаев по контексту слово должно быть в мн.ч., финикийский или древнееврейский вариант мн. числа в тексте не встречается. Иногда при выражении коллективного множества для древнееврейского языка тоже возможно использовать форму ед. ч. אִישׁ‬. Ср. Втор. 27:14; Нав. 9:6, 7; 1 Цар. 11:8 и др. В строке 10 выражение ואש. גד‬ — «а мужи Гада», подобно как в строке 13 — אש. שרן‬ — «мужи Шарона» и אש. מחרת‬ — «мужи Махарата», можно понимать как коллективное множественное и сравнить с Суд. 20:17, где об израильтянах сказано אִישׁ יִשְׂרָאֵל‬. Слово אֱנָשׁ‬ в арамейском языке тоже часто передаёт коллективное множественное число: Езд. 4:11; Дан. 4:29. В оставшихся случаях употребление слова אש‬ кажется вполне приемлемым. В строке 20 говорится о двух сотнях людей. При записи чисел в сотнях существительное после числительного обычно стоит в ед. ч. Например, Суд. 7:19 или 3 Цар. 7:2. В строке 25 слово אש‬ выполняет функцию местоимения «каждый». Ср.: Исх. 12:3; Быт. 10:5, 40:5.
По поводу фразы ואש. גד. ישב. בארץ. עטרת. מעלם‬ см. Чис. 32:2—4, 32:34.
Хотя в древнееврейском языке слово קִיר‬ значит «стена», в моавитском קר‬ передаёт значение «город», напр. в строках 11, 12, 24, а в строке 29 находим данное существительное в форме мн. ч.: קרן‬. Ср. названия моавитских городов Кир-Моав (Ис. 15:1), Кир-Харешет (4 Цар. 3:25), Кир-Херес (Ис. 16:7, 11; Иер. 48:31, 36).
Выражение ואחזה‬ переводится «взял его (город)». Глагол אחז‬ в древнееврейском языке тоже имеет значение «взять, схватить, овладеть», но по отношению к городам или военным трофеям обычно используется глагол לכד‬.
Первым неоднозначным словом в данной строке является רית‬. Кук (Cooke) восстанавливает его из רְאִיַּת‬ (алеф выпадает) и огласовывает רִיַּת‬. Ср. евр. צְבִיָּה‬, אֳנִיָּה‬ и моавитское קְרִיּוֹת‬ из строки 13. Данное слово происходит от корня ראה‬ — «смотреть» и понимается как публичное жертвоприношение на обозрение всего Моава. Ср. с древнееврейским словом רֳאִי‬ в Наум. 3:6 и רַאֲוָה‬ в Иез. 28:17, которые оба имеют значение «позор».
Из всех интерпретаций слова אראל‬ самым вероятным представляется значение «алтарный очаг» или «жертвенник» (евр. אֲרִאֵיל‬ (Иез. 43:15, 16). Корень ארה‬ значит «гореть». В надписи слово стоит в сопряжённой форме, а в Иез. 43:15 — с определённым артиклем, что противоречит переводу «алтарь Эля». Вероятно, אראל‬ был огненным алтарём, то есть стойкой, увенчанной светильником. Если же אראל‬ — всё-таки значит «герой» (досл. «лев Эля»), как в 2 Цар. 23:20 и Ис. 33:7, то это могло быть именем собственным или титулом священника, хотя последнее маловероятно.
Город דודה‬ не упоминается в Ветхом завете, но известно несколько человек под именем דּוֹדוֹ‬: Суд. 10:1; 2 Цар. 23:9, 24; 1 Пар. 11:12, 26. Есть и похожие имена: דָּוִד‬, דּוֹדָוָהוּ‬, אֶלְדָד‬. В письмах Тель-эль-Амарны (44, 45) встречается имя собственное Dûdu. Кук предполагает, что это имя местного бога, которому некоторые израильтяне поклонялись на восточном берегу Иордана. В стеле это также может быть именем собственным, которое переводится «возлюбленный его».
Последнее слово начинается в данной строке и заканчивается на следующей, ואסחבה‬, переводится «я протащил его». Ср. Иер. 22:19; 2 Цар. 17:13.
В Ветхом завете название города קרית‬ огласовано קְרִיּוֹת‬. См. Иер. 48:24; Амос. 2:2.
Если שרן‬ не город, то может быть это — שָׁרוֹן‬ из 1 Пар. 5:16 на восток от Иордана.
Топоним מחרת‬ не известен в Ветхом завете. Лемер (Lemaire) считает, что это читалось Махарат.
Фразу ויאמר. לי. כמש. לך. אחז. את. נבה‬ — «сказал мне Кемош: „Иди, завладей (городом) Нево“» ср. со строкой 32 данной надписи, а также см. Нав. 8:1; Суд. 7:9; 1 Цар. 23:4.
Город נבה‬ — Нево — был назначен колену Рувима: Чис. 32:3, 38, но позже находим его под властью Моава: Ис. 15:2, Иер. 48:1, 22. Город располагался рядом с горой Нево. Возможно, в городе или на горе поклонялись вавилонскому богу Нево.
Обычно форма глагола הלך‬ — «идти» — в имперфекте 1 л. ед.ч. с вав перевёртывающим образуется как וָאֵלֵךְ‬. В стеле Меша использована более редкая для Ветхого завета форма אֶהֱלֹךְ‬, которая встречается обычно в поэтических текстах: Иов. 16:22, 23:8, и лишь один раз в прозе: Исх. 9:23.
Слово בללה‬ переводится «ночью» и, возможно, читалось בַּלֵּלָה‬, тогда как в Иудее ещё сохраняется дифтонг «ай» в абсолютной форме, отображаемый буквой йод: בְּלַיְלָה‬ (Неем. 9:19).
Выражению מבקע. השחרת‬ — «от появления зари» — можно сравнить с текстом Ис. 58:8, где написано אז יבקע כשחר אורך‬, однако для древнееврейского языка характерно использование глагола עלה‬ применительно к существительному שחר‬.
Хотя в древнееврейском языке слово צָהֳרַיִם‬ — «полдень» — всегда стоит в форме двойственного числа, в моавитском языке оно, по видимому, стоит в ед. числе с окончанием āм: צהרם‬, потому что двойств. число в моавитском языке выражается через суффикс ן‬, напр. строка 20: מאתן‬ — «две сотни».
Фраза ואהרג. כלה‬ дословно переводится «я убил всего его (город)», то есть он убил всех, кто был в городе. Люди города делятся на следующие классы: גברן. וגרן | וגברת. וגרת. ורחמת‬.
גברן‬ представляет собой мн. число от גבר‬ — «мужчина». Имеется в виду взрослый здоровый мужчина, способный к войне, в отличие от женщин, детей, больных, инвалидов и т. п. Это слово с огласовкой גֶּבֶר‬ редко встречается в Библии, обычно в поэтических текстах.
גרן‬ — мн. число от גר‬ — «метек, чужеземец, проживающий в данном месте». В Библии словом גֵּר‬ обозначается Авраам, живущий в Ханаане.
Судя по контексту, גברת‬ следует понимать именно как форму мн. числа. В Библии изредка встречается форма ед. числа גְּבֶרֶת‬, передающая значение «свободная женщина (не рабыня), царица, госпожа».
Форма жен. рода גרת‬ не встречается в Библии, но её значение легко вывести от формы муж. рода גר‬, которая обсуждалась выше.
Слово רחמת‬ (строка 17) в значении «рабыни» нехарактерно для древнееврейского языка. Данное слово имеется в Ветхом завете лишь в одном месте (Суд. 5:30) в форме ед. (רַחַם‬) и двойств. числа (רַחֲמָתַיִם‬), но даже там оно звучит из уст хананеянки, матери Сисары.
Обратите внимание, что после слова וגרן‬ стоит вертикальная черта, обозначающая конец предложения. Это значит, что только мужчин — местных жителей и чужеземцев — было убито около 7000 человек. Количество погибших женщин, а уж тем более рабынь, даже не сообщается, потому что они мало значат для описания военных успехов царя Меша.
Имя составного божества עשתר. כמש‬ (Аштар Кемош) представляет особый интерес, потому что у северных и западных семитов, как правило, находим богиню неба под именем Астарта, Ашторет, Аштарт, Аттарет, где финальный тав указывает на женский род. У греков это имя превратилось в Άφροδίτη. Египетские источники сообщают о ханаанской богине «Астирати». Лишь у южных семитов встречается мужская форма данного божества. Наиболее ранние сведения о богине любви и плодородия, матери неба Иштар известны из аккадских источников, где она соответствует шумерской Инанне. На данном этапе её имя ещё не содержит показатель женского рода, хотя и обозначает богиню. На более поздних этапах это слово приобретает значение «богиня». В вавилонских текстах встречается выражение ilâni u ištarat — «боги и богини». Ср. Суд. 10:6; 1 Цар. 7:4, 12:10, где выражение הבעלים והעשתרות‬ можно также перевести «боги и богини». Поэтому לעשתר. כמש‬ может иметь значение «господу Кемошу». Впрочем, Кук (Cooke) считает это именем составного божества женского рода, подобного финикийской богине מלכעשתר‬, в имени которой показатель женского рода также отсутствует.
Глагол החרמתה‬ у Кука огласовывается הֶחֱרַמְתִּהָ‬ и переводится «заклял я его (город)». О практике предания города заклятию и посвящения какому-либо богу см. Чис. 21:2 и далее, также Втор. 2:36, 3:6, 7. Обычно заклятие подразумевало истребление всех людей в городе, иногда (Нав. 6:17—20) истреблению подвергался также и скот.
В конце строки 17 с переходом на строку 18 упоминается о сосудах ЙХВХ, то есть о религиозных предметах, употреблявшихся в служении Богу Моисея. Это одно из древнейших упоминаний о Боге ЙХВХ в небиблейских источниках.
Интересно выражение ואסחב. הם‬. Либо тут неправомочный словоразделитель, либо местоимение הם‬ имеет здесь иное значение: не личное (их), а указательное (эти).
Город יהץ‬ хорошо известен в Библии: Чис. 21:23; Втор. 2:32; Ис. 15:4; Иер. 48:21.
Довольно длинное слово בהלתחמה‬ содержит значение «при войне его (со мной)», то есть «в то время, когда он воевал (со мной)».
Конструкция выражения «Изгнал его Кемош от лица моего» — ויגרשה. כמש. מפני‬ — аналогично использовалась и в древнееврейском языке: Втор. 33:27, Нав. 24:18.
В моавитском языке числительное 100 выражается словом מאת‬. Будучи словом женского рода, во мн. числе оно принимает форму מֵאֹת‬ (см. строку 29), как и в древнееврейском: Быт. 5:4, 30. Форма מאתן‬ может означать только двойственное число, чему соответствует древнееврейская форма מָאתַיִם‬ (Быт. 11:19 и др.). Т. о. можно точно сказать, что Меша взял из Моава 200 человек.
Обычно слово רשה‬ сопоставляют с древнееврейским רָאשָׁיו‬, то есть «главы его, начальники его». В отличие от иврита мн. число данного слова на письме перед местоименным суффиксом не отображается, как мы уже видели это в словах ימה‬ и בנה‬ (строка 8). Подробнее см. раздел «Анализ языка надписи» выше.
Подобно Израилю Моав делился на кланы, над которыми стояли их главы. См. Исх. 6:14, 18:25.
Глагол ואשאה‬ переводится «я повёл его (их)». Это «перевёрнутый имперфект» от глагола נָשָׂא‬ в форме 1л. ед. ч. Кук (Cooke) объясняет суффикс ה ед. числом в собирательном смысле.
Инфинитив לספת‬ образован от глагола יָסַף‬ (ср. в строке 29) и переводится здесь «чтобы прибавить (к Дайвону)». Под Дайвоном здесь, должно быть, подразумевается земля или местность в районе данного города.
Слово היערן‬ буквально переводится «леса», и подразумевает, скорее всего, царские рощи в Кархо. Ср. Еккл. 2:6.
Холм-укрепление передаётся словом העפל‬. Аналогичное выражение (חוֹמַת הָעֹפֶל‬) встречаем в Неем. 3:27.
Единственный раз, когда в стеле буква йод выражает мн. число перед местоименным суффиксом, это слово שעריה‬ — «ворота его (города)», но в этой же строке מגדלתה‬ — «башни его» тоже должно быть во мн. числе, однако йод уже не стоит, как и в остальных подобных местах. См. раздел «Анализ языка надписи» выше.
У моавитян выражение בת. מלך‬ передаёт смысл «дом царский, дворец», как и у евреев (3 Цар. 16:18).
Слова האשוח למין‬ частично пострадали, но восстановить текст можно. Здесь говорится о резервуарах для воды внутри города. О слове אשוח‬ подробнее см. строку 9.
В силу произошедшего стяжения дифтонга ай отрицательная частица записывается אן‬. Конструкция соответствует выражению в Быт. 47:13.
Здесь בביתה‬ записывается с буквой йод, что не типично для орфографии текста и отличается от того, как это же слово записано в строке 7.
המכרתת‬ происходит от корня כרת‬ — «рубить, вырубать, прорубать». Получается выдолбленная яма для воды. Но в древнееврейском языке глагол כָרַת‬ обычно используется в смысле рубки деревьев и много чего другого, но не траншей и ям. Для этого есть отдельный глагол כָרָה‬. Глагол при этом слове может огласовываться, как כָּרַתִּי‬ из כָרַת‬, так и כָּרִתִי‬ из כָרָה‬. От последнего глагола происходят редкие слова כָּרָה‬ — яма или колодец в Соф. 2:6, и מִכְרֶה‬ — соляная яма в Соф. 2:9, но слово המכרתת‬ должно быть из глагола כָרַת‬. Возможно, в моавитском языке глагол כָרַת‬ имел иные сферы употребления.
Город ערער‬ упоминается в Чис. 32:34; Втор. 2:36; Иер. 48:19 и др.
Название города Бет-Бамот (בת. במת‬ — «дом высот») нигде более кроме данной стелы не упоминается. Кук его ассоциирует с городом Бамот в Чис. 21:19.
Глагол הרס‬ в аналогичном употреблении встречается в 4 Цар. 3:25.
Город בצר‬ упоминается во Втор. 4:43 в уделе Рувимовом.
Начало строки отбито. От слова осталась только последняя буква шин. Кук предлагает вариант ורש. דיבן. חמשן‬ — «[и гл]ав Дайвона пятьдесят (человек)». Халеви (Halévy) видит здесь слова באש. דיבן. חמשן‬ — «с [помощью] пятидесяти человек Дайвона». Ещё один вариант: מאש. דיבן. חמשן‬ — «[из лю]дей Дайвона — пятьдесят человек».
Слово משמעת‬ — «послушание» — происходит от корня שמע‬ — «слушать». Ср. использование данного слова с завершением стиха Ис. 11:14: ובני עמון משמעתם‬ — «и сыны Аммона (суть) подданные их».
Контекст подсказывает, что מאת‬ должно быть во мн. числе. Следующему слову Кук даёт огласовку בַּקִּרִן‬ — «в городах».
Начало строки Кук восстанавливает следующим образом: י. את. מהדבא. ובת. דבלתן‬, тогда как Лемер (Lemaire) предлагает вариант י. בת. מהדבא. ובת. דבלתן‬. Не совсем ясно, почему после Бет-Дивлатена стоит вертикальная черта, разделяющая предложения. Лемер данную строку переводит «(и я постро)ил храм Мэхэдвы и храм Дивлатена и храм Баал-Меона и царст(вовал я)».
В конце строки можно различить букву мем или нун. Кук восстанавливает нун в слово נֹקֵד‬, которое переводится «пастух, разводящий овец», и в 4 Цар. 3:4 этот эпитет применяется лично к царю Меша. Тем более, что первое различимое слово на следующей строке — צאן‬, то есть «овца».
Самое интригующее на данной строке — это возможное упоминание о династии Давида. В конце строки Лемер различил следующий текст ישב. בה. בת. דוד‬ — «жил в нём (в городе) дом [Да]вида».
В данной строке Кемош приказывает царю Меша идти войной против Хауронена. Дальнейшие слова конца этой строки и первой половины следующей реконструируются по контексту и известным выражениям из строки 11.
Хотя некоторые части данной строки сохранились, её конец и содержимое следующих строк не поддаются чёткому объяснению или реконструкции из-за низкой сохранности и обрывочности текста, а также нечёткого характера букв.

## Альтернативные переводы
В мае 2019 года археолог, профессор Исраэль Финкельштейн и историки и библейские ученые профессор Надав Нааман и профессор Томас Рёмер опубликовали в журнале Института археологии Тель-Авивского университета статью: ученые по другому перевели 31 строку, в которой, как считается, сказано о «Доме Давида». Авторы изучили новые фотографии стелы в высоком разрешении и выяснили, что в имени монарха, упомянутого там, есть три согласных: первая — буква иврита beth (звук «b»). Что позволило ученым предположить, что речь идет не о Давиде, а о Валаке, царе Моава, упомянутом в библейской истории Валаама. Свидетельств того, что такой персонаж мог быть реальной исторической личностью, до настоящего момента не было. Если новый перевод текста Стелы Меша окажется верным, то он станет доказательством существования царя Валака. Однако, рентгенографический анализ Андре Лемера четко показывает букву «далет» в начале слова.